# Počitelj (Čapljina)
Pour les articles homonymes, voir Počitelj.
Počitelj (en cyrillique : Почитељ) est un village de Bosnie-Herzégovine. Il est situé dans la municipalité de Čapljina, dans le canton d'Herzégovine-Neretva et dans la fédération de Bosnie-et-Herzégovine. Selon les premiers résultats du recensement bosnien de 2013, il compte 869 habitants.
L'ensemble urbanistique et historique du village est inscrit sur la liste des monuments nationaux de Bosnie-Herzégovine ; le site est également proposé pour une inscription au patrimoine mondial de l'UNESCO.

## Géographie
Počitelj est situé sur la rive gauche de la Neretva, dans la région historique d'Herzégovine. Le village se trouve à environ 30 km au sud de Mostar et à 3 km au nord-est de la ville de Čapljina. Au sud de Počitelj, la vallée devient particulièrement étroite et se prolonge jusqu'à la ville croate de Metković, où le fleuve forme un delta. Dans ce secteur, la vallée de la Neretva est la seule route orientée nord-sud, ce qui lui a valu d'être un point stratégique au moment de la conquête ottomane au XVe siècle.

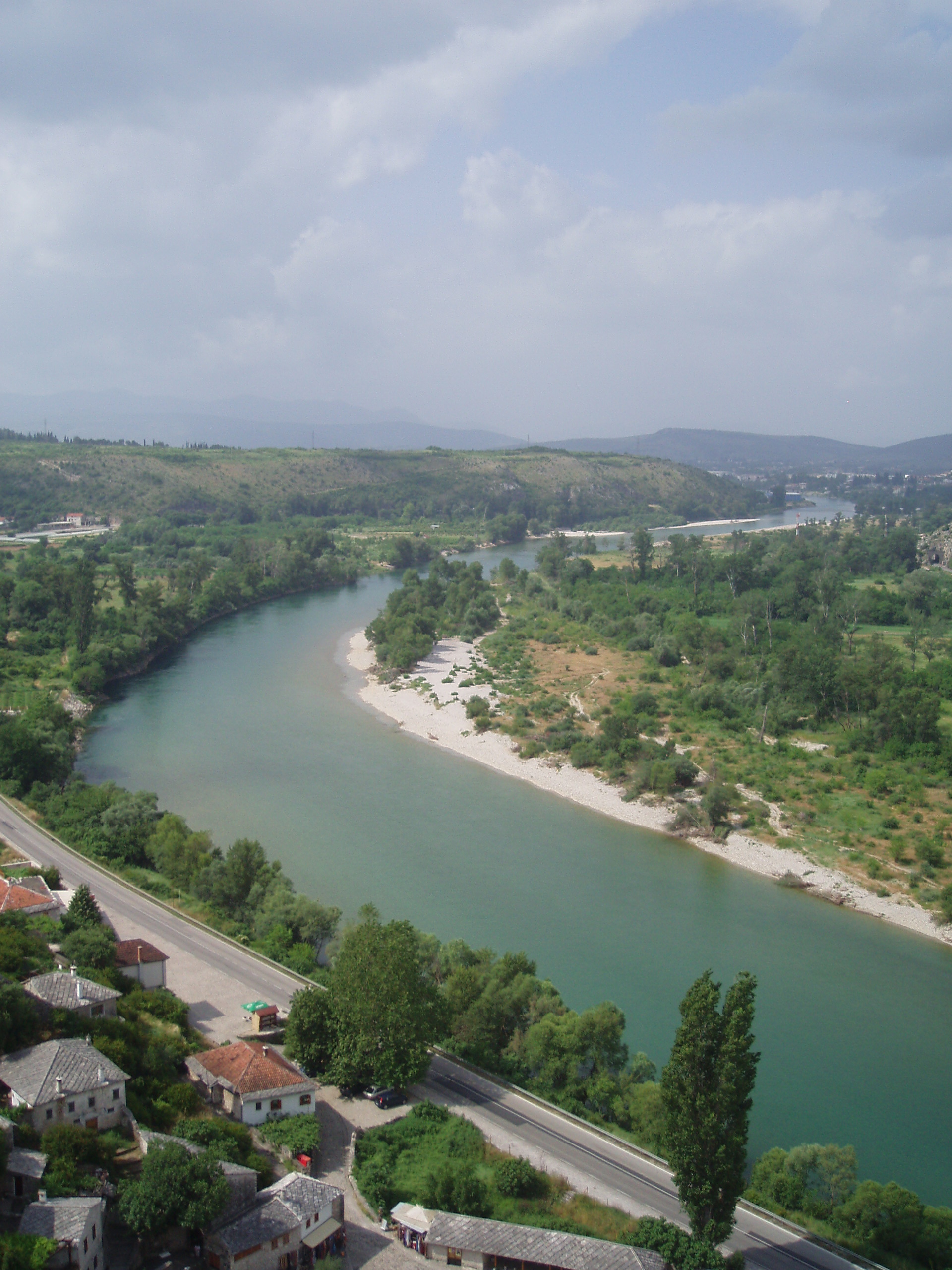
La Neretva à Počitelj

## Histoire

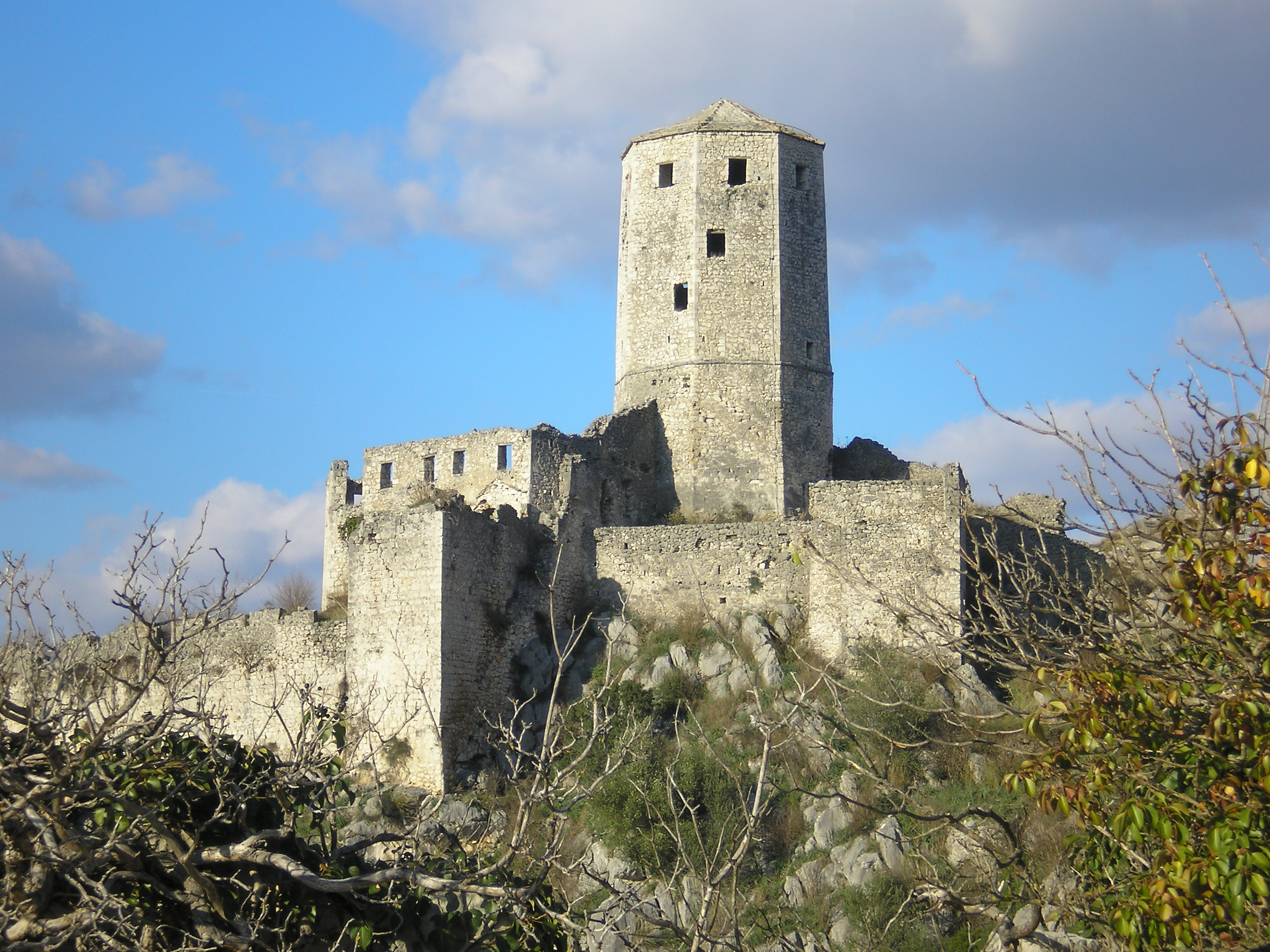
La forteresse de Počitelj

La forteresse et la localité de Počitelj sont mentionnées pour la première fois en 1444 sous le nom de Posichell. À cette époque, le village faisait partie de la paroisse de Dubrava. Le village fut probablement fortifié dès 1383, sous le règne du roi de Bosnie Tvrtko Ier. En 1448, il est encore cité sous le nom de Beczitel et, en 1454, sous celui de Pozitell. Dans la seconde moitié du XVe siècle, la forteresse fit partie des possessions du roi de Hongrie Matthias Corvin, au moment où la Bosnie centrale et la Dalmatie centrale devenaient la cible des campagnes militaires de l'Empire ottoman. Le coût de sa construction fut pris en charge par la république de Raguse (Dubrovnik).
Après plusieurs tentatives infructueuses, les Ottomans s'emparèrent de la citadelle le 19 septembre 1471, éliminant ainsi le principal obstacle à leur conquête de l'ouest de l'actuelle Bosnie-et-Herzégovine. Sous les Turcs, Počitelj devint un rempart contre les tentatives de conquêtes de la république de Venise à partir de la Dalmatie. Au XVIe siècle, le village avait déjà pris une allure typiquement orientale. Cette tendance se renforça à partir de 1600, avec la construction de nouveaux édifices. Un hammam, une médersa (école coranique), un han et une tour de l'horloge furent ainsi édifiés. L'eau pour le hammam provenait de la Neretva. Rapidement, Počitelj devint une des localités les plus importantes de la région.
À la fin du XVIIe siècle, les murs de la cité furent encore élargis et renforcés. Cependant Počitelj fut conquis par les Vénitiens en 1693, dans le contexte de la grande guerre turque. En 1718, la ville fut reprise par les Ottomans puis, en 1878, elle fit partie du protectorat autrichien en Herzégovine. Cette période marque la fin de l'importance stratégique du village.

## Démographie

### Évolution historique de la population
| 1948 | 1953 | 1961 | 1971 | 1981 | 1991 | 2013 |
| ---- | ---- | ---- | ---- | ---- | ---- | ---- |
| -    | -    | 725  | 804  | 888  | 905  | 869  |

|  |

### Communauté locale
En 1991, la communauté locale de Borkovići comptait 1 180 habitants, répartis de la manière suivante :

## Patrimoine architectural
La forteresse de Počitelj, construite en 1444, est un des principaux centres d'intérêt du village ; elle offre un vaste point de vue sur la vallée de la Neretva. La mosquée de Šišman Ibrahim Pacha, également connue sous le nom de mosquée de Hadži Alija, a été construite en 1562 et 1563 ; endommagée pendant la Guerre de Bosnie, elle a été restaurée. La Tour de l'horloge date de 1664.

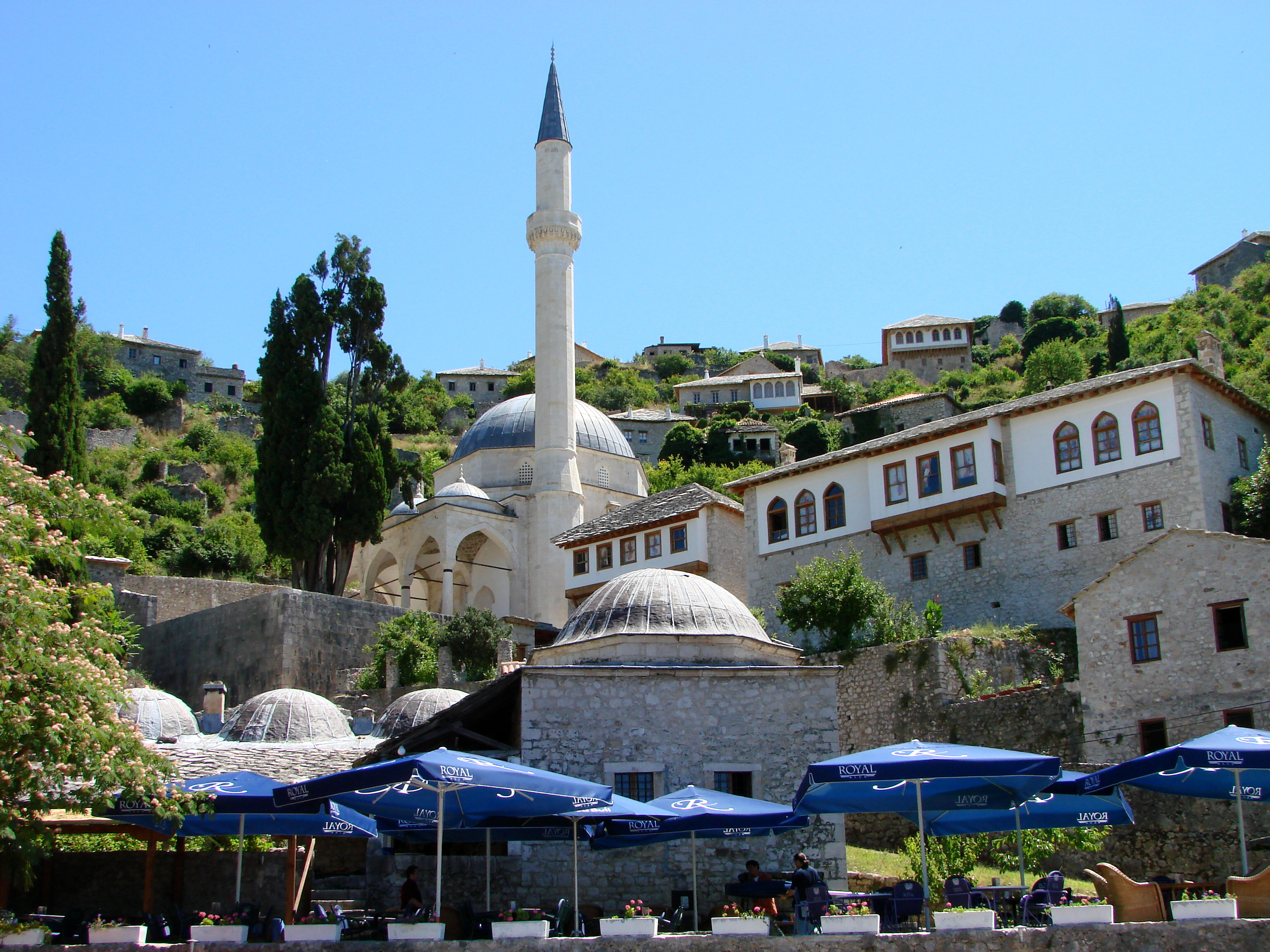
La mosquée de Šišman Ibrahim Pacha
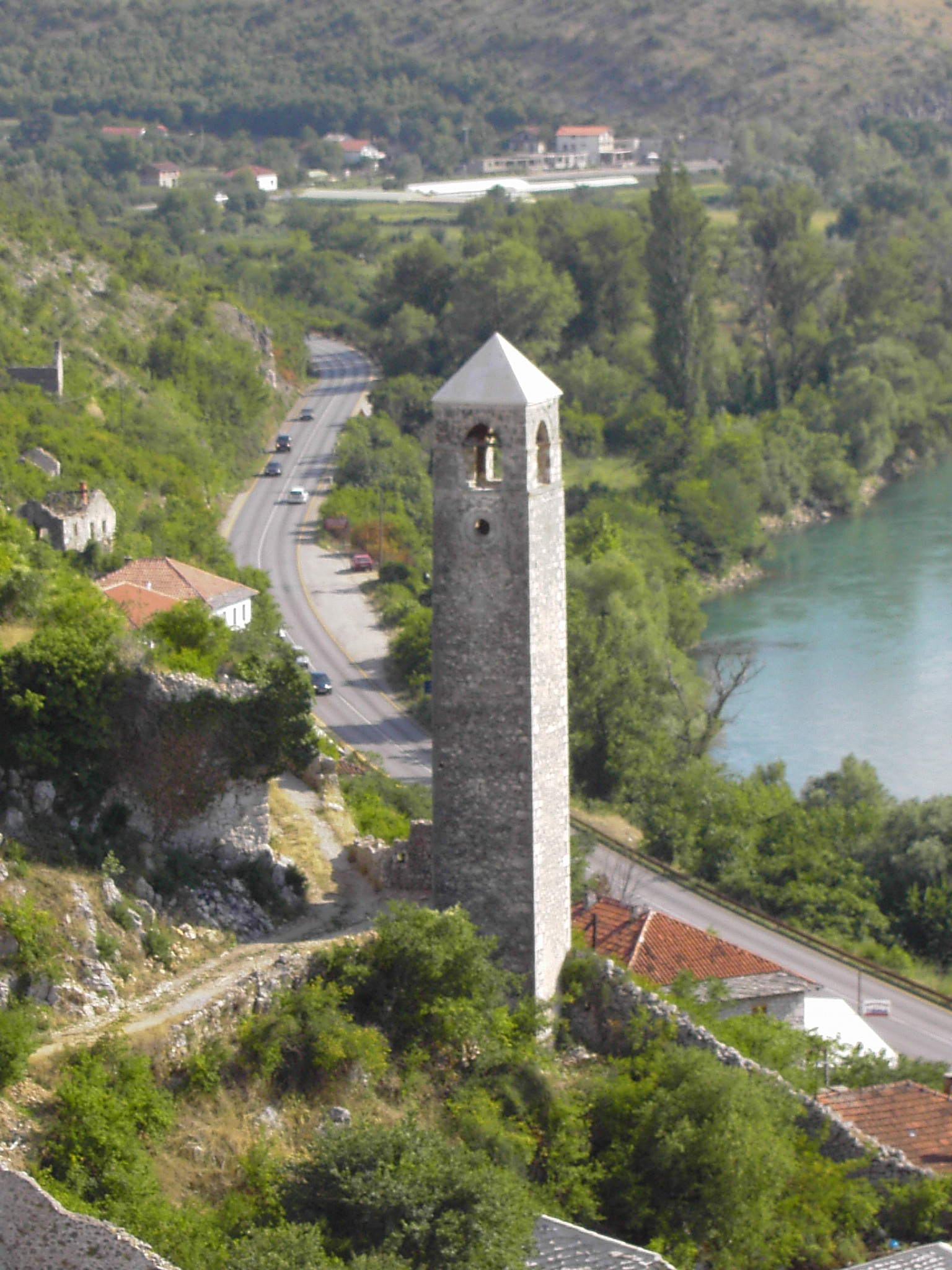
La tour de l'horloge de Počitelj
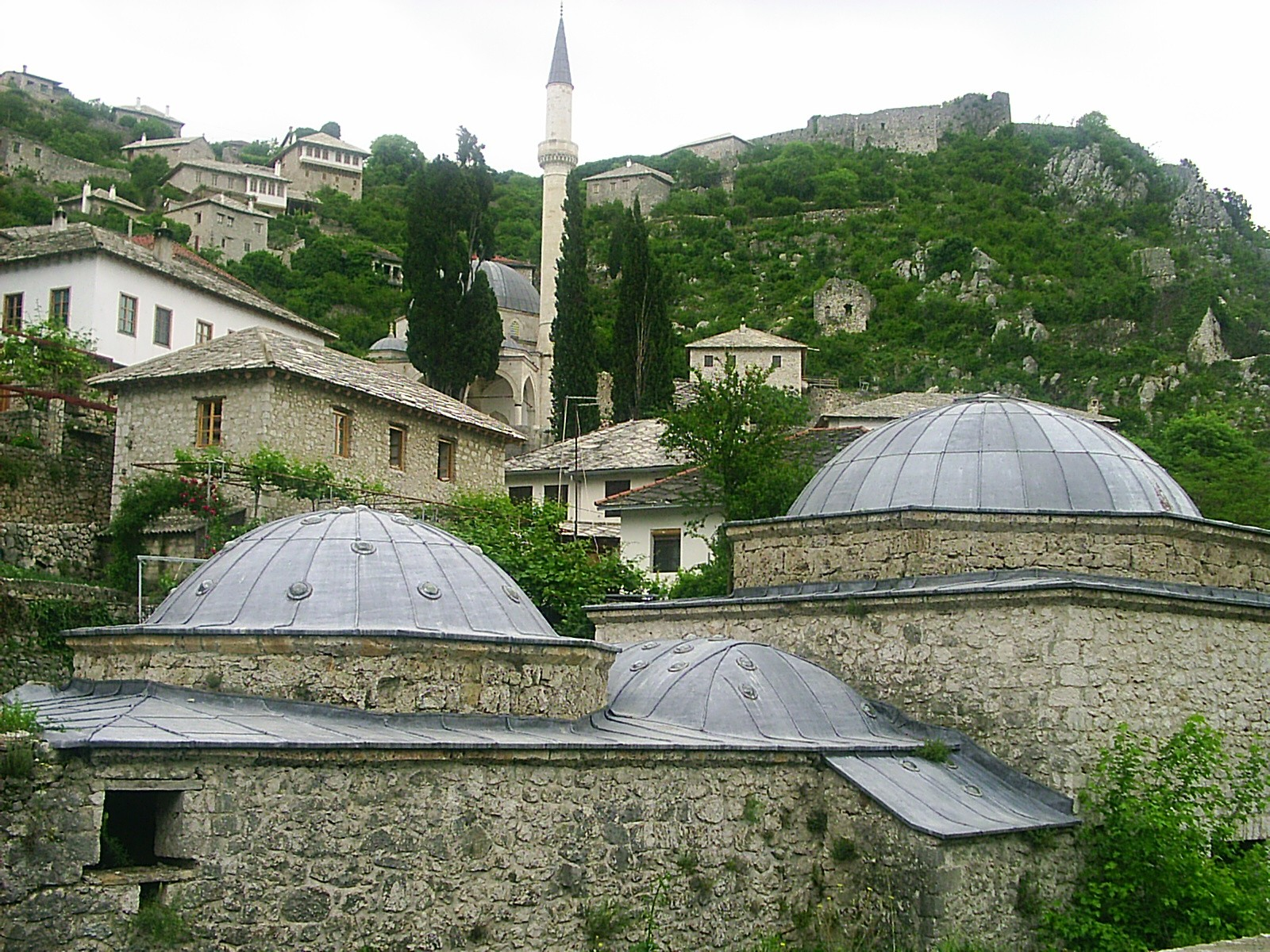
Le hammam ottoman de Počitelj

## Culture
Le village de Počitelj possède une colonie d'artistes. Créée en 1961, elle est installée dans la maison Gavrenkapetanović, le plus grand ensemble de bâtiments de style ottoman dans la localité.

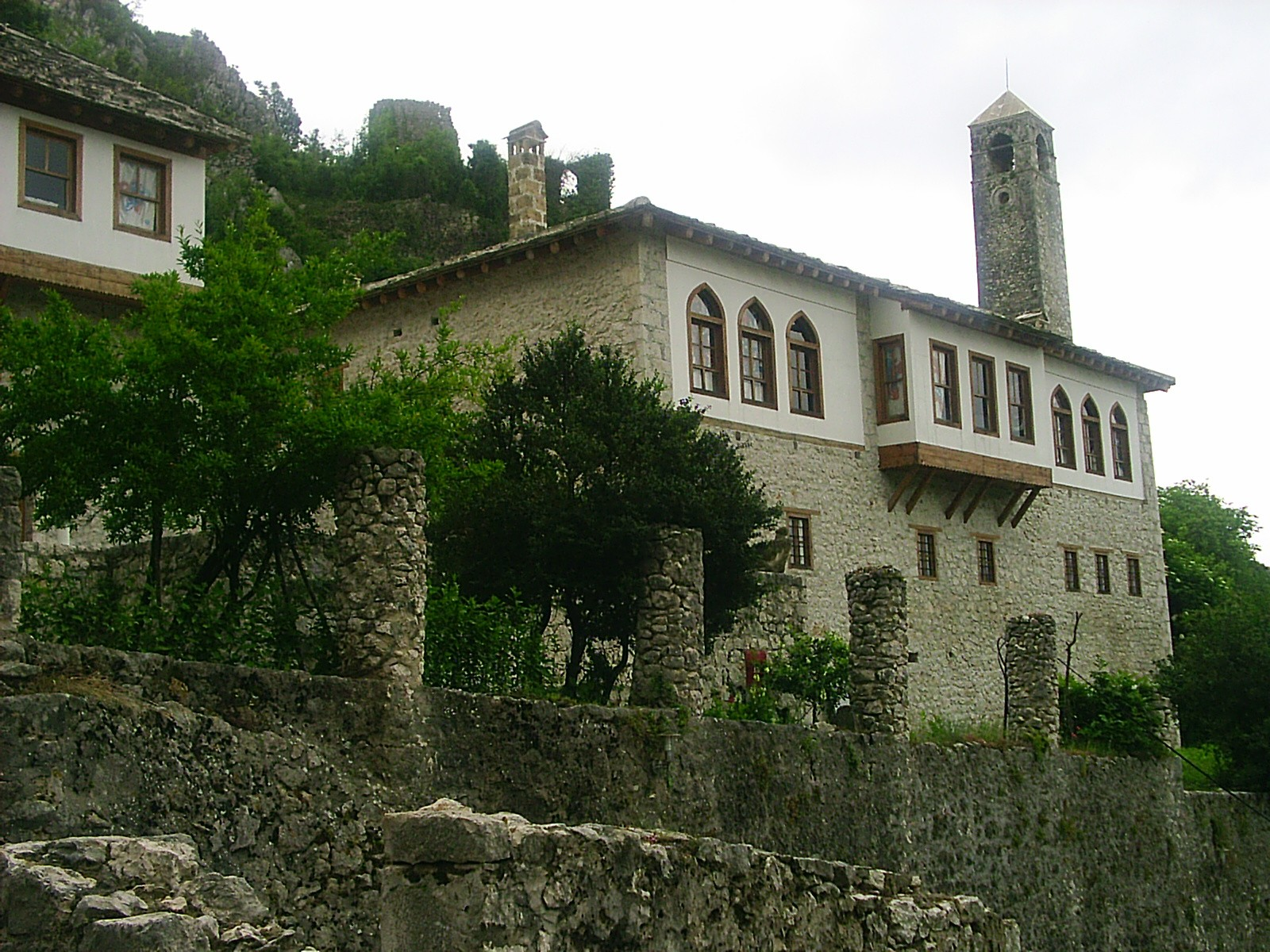
La maison Gavrenkapetanović

## Personnalité
- Vittorio Miele, peintre italien